# Juin 1811

## Événements
- france : la récolte de 1811 est catastrophique, et dès Juin, le prix des céréales monte en flèche, aggravant les effets de la crise industrielle. Des troubles éclatent (bandes de vagabonds, pillage de convois de blé, émeutes de marché). Le gouvernement réagit par la constitution de stocks (28 août), par la distribution gratuite de soupe par les fourneaux économiques[1] (24 mars 1812), par l’obligation de vendre les blés sur les marchés et de déclarer les stocks (4 mai 1812), par le maximum des prix fixé par les préfets (8 mai 1812).

- 1er juin : institution du Code civil autrichien[2].

- 17 juin : Napoléon convoque le concile de Paris (1811) pour envisager le transfert de l’institution canonique du pape à l’archevêque métropolitain (5 août). Les prélats décident de soumettre toutes leurs décisions à l’approbation de Pie VII, en captivité à Savone depuis juillet 1809. Le 14 juillet, Napoléon menace le pape de le faire déposer canoniquement s’il poursuit sa politique.

- 20 juin : les troupes des Provinces-Unies du Río de la Plata sont battues par les royalistes espagnols à la bataille de Huaqui et doivent se retirer du Haut-Pérou[3].

- 23 juin : bataille de Cogorderos, près de Benavides, victoire des Espagnols sur les Français (mort du général français Valletaux)[4].

- 25 juin : restructuration des ministères en Russie[5], dont le nombre est porté à 11 et qui sont divisés en départements.

## Naissances
- 7 juin : James Young Simpson (mort en 1870), obstétricien écossais.
- 14 juin : Harriet Beecher Stowe, écrivain américaine, auteur de La Case de l'oncle Tom († 1er juillet 1896).
- 17 juin : Jón Sigurðsson, chef du mouvement pacifiste islandais. († 7 décembre 1879).
- 17 juin : Adolphe d'Ennery, dramaturge français. († 25 janvier 1899).
- 21 juin : Pagan Min, roi de Birmanie († 14 mars 1880).
- 25 juin : Éloy Chapsal, peintre français († 20 juillet 1882).

## Décès
- 23 juin : Jean André Valletaux, général français.